# Jean-Marie Leclair

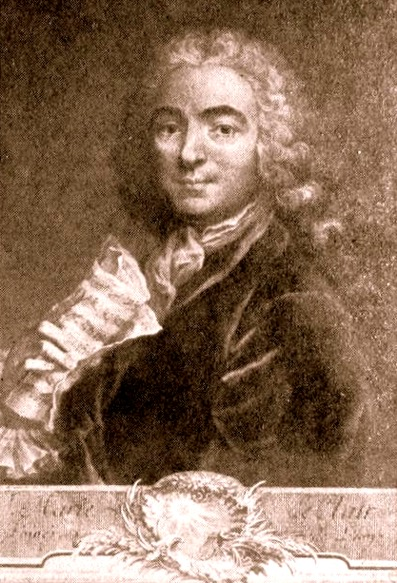
Jean-Marie Leclair

Jean-Marie Leclair, também conhecido como Jean-Marie Leclair, o Velho,  (Lyon, 10 de maio de 1697 — Paris, 22 de outubro de 1764) foi um compositor e violinista da era barroca francês. Ele é considerado o fundador da escola de violino francesa.

## Biografia
Leclair estudou dança e violino em Turim. Em 1716 casou com Marie-Rose Casthanie, uma dançarina, que morreu em 1728. Em 1730, Leclair casou pela segunda vez. Sua nova esposa era a gravadora Louise Roussel, que preparou a impressão de todas as suas obras a partir de Opus 2 em diante. 
Foi nomeado ordinaire de la musique por Luis XV em 1733. 
Leclair foi esfaqueado em 1764. Apesar do homicídio permanecer um mistério, existe a possibilidade de que sua ex-mulher possa ter sido a instigadora, ainda que a mais forte suspeita recaia sobre o seu sobrinho, Guillaume-François Vial. 
Seus irmãos Jean-Marie Leclair "o jovem" (1703–1777), Pierre Leclair (1709-1784) e Jean-Benoît (1714-após 1759) foram também músicos.

## Obras
- Op. 1 No. 1 – Sonata para violino em lá menor
- Op. 1 No. 2 – Sonata para violino em dó maior
- Op. 1 No. 3 – Sonata para violino em si bemol maior
- Op. 1 No. 4 – Sonata para violino em ré maior
- Op. 1 No. 5 – Sonata para violino em sol maior
- Op. 1 No. 6 – Sonata para violino em mi menor
- Op. 1 No. 7 – Sonata para violino em fá maior
- Op. 1 No. 8 – Sonata para violino em sol maior
- Op. 1 No. 9 – Sonata para violino em lá maior
- Op. 1 No.10 – Sonata para violino em ré maior
- Op. 1 No.11 – Sonata para violino em si bemol maior
- Op. 1 No.12 – Sonata para violino em si menor
- Op. 2 No. 1 – Sonata para violino em mi menor
- Op. 2 No. 2 – Sonata para violino em fá maior
- Op. 2 No. 3 – Sonata para violino em dó maior
- Op. 2 No. 4 – Sonata para violino em lá maior
- Op. 2 No. 5 – Sonata para violino em sol maior
- Op. 2 No. 6 – Sonata para violino em ré maior
- Op. 2 No. 7 – Sonata para violino em si bemol maior
- Op. 2 No. 8 – Sonata para violino em ré maior
- Op. 2 No. 9 – Sonata para violino em mi maior
- Op. 2 No.10 – Sonata para violino em dó menor
- Op. 2 No.11 – Sonata para violino em si menor
- Op. 2 No.12 – Sonata para violino em sol menor
- Op. 3 No.1 – Sonata para dois violinos em sol maior
- Op. 3 No.2 – Sonata para dois violinos em lá maior
- Op. 3 No.3 – Sonata para dois violinos em dó maior
- Op. 3 No.4 – Sonata para dois violinos em fá maior
- Op. 3 No.5 – Sonata para dois violinos em mi menor
- Op. 3 No.6 – Sonata para dois violinos em ré maior
- Op. 4 No.1 – Trio para dois violinos & contínuo em ré menor
- Op. 4 No.2 – Trio para dois violinos & contínuo em si bemol maior
- Op. 4 No.3 – Trio para dois violinos & contínuo em ré menor
- Op. 4 No.4 – Trio para dois violinos & contínuo em fá maior
- Op. 4 No.5 – Trio para dois violinos & contínuo em sol menor
- Op. 4 No.6 – Trio para dois violinos & contínuo em lá maior
- Op. 5 No. 1 – Sonata para violino em lá maior
- Op. 5 No. 2 – Sonata para violino em fá maior
- Op. 5 No. 3 – Sonata para violino em mi menor
- Op. 5 No. 4 – Sonata para violino em si bemol maior
- Op. 5 No. 5 – Sonata para violino em si menor
- Op. 5 No. 6 – Sonata para violino em dó menor
- Op. 5 No. 7 – Sonata para violino em lá menor
- Op. 5 No. 8 – Sonata para violino em ré maior
- Op. 5 No. 9 – Sonata para violino em mi maior
- Op. 5 No.10 – Sonata para violino em dó maior
- Op. 5 No.11 – Sonata para violino em sol menor
- Op. 5 No.12 – Sonata para violino em sol maior
- Op. 6 – Récréation de musique em ré maior
- Op. 7 No.1 – Concerto para violino em ré menor (1737; homotonal, com todos os movimentos em ré menor)
- Op. 7 No.2 – Concerto para violino em ré maior
- Op. 7 No.3 – Concerto para violino em dó maior
- Op. 7 No.4 – Concerto para violino em fá maior
- Op. 7 No.5 – Concerto para violino em lá menor
- Op. 7 No.6 – Concerto para violino em lá maior
- Op. 8 – Récréation de musique em sol menor
- Op. 9 No. 1 – Sonata para violino em lá maior
- Op. 9 No. 2 – Sonata para violino em mi menor
- Op. 9 No. 3 – Sonata para violino em ré maior
- Op. 9 No. 4 – Sonata para violino em lá maior
- Op. 9 No. 5 – Sonata para violino em lá menor
- Op. 9 No. 6 – Sonata para violino em ré maior
- Op. 9 No. 7 – Sonata para violino em sol maior
- Op. 9 No. 8 – Sonata para violino em dó maior
- Op. 9 No. 9 – Sonata para violino em mi bemol maior
- Op. 9 No.10 – Sonata para violino em fá sustenido menor
- Op. 9 No.11 – Sonata para violino em sol menor
- Op. 9 No.12 – Sonata para violino em sol maior
- Op. 10 No.1 – Concerto para violino em si bemol maior
- Op. 10 No.2 – Concerto para violino em lá maior
- Op. 10 No.3 – Concerto para violino em ré maior
- Op. 10 No.4 – Concerto para violino em fá maior
- Op. 10 No.5 – Concerto para violino em mi menor
- Op. 10 No.6 – Concerto para violino em sol menor
- Op. 11 – Scylla et Glaucus
- Op. 12 No.1 – Sonata para dois violinos em si menor
- Op. 12 No.2 – Sonata para dois violinos em mi maior
- Op. 12 No.3 – Sonata para dois violinos em ré maior
- Op. 12 No.4 – Sonata para dois violinos em lá maior
- Op. 12 No.5 – Sonata para dois violinos em sol menor
- Op. 12 No.6 – Sonata para dois violinos em si bemol maior
- Op. 13 No.1 – Ouvertura para dois violinos & contínuo em sol maior
- Op. 13 No.2 – Trio para dois violinos & contínuo em ré maior
- Op. 13 No.3 – Ouvertura para dois violinos & contínuo em ré maior
- Op. 13 No.4 – Trio para dois violinos & contínuo em si menor
- Op. 13 No.5 – Ouvertura para dois violinos & contínuo em lá maior
- Op. 13 No.6 – Trio para dois violinos & contínuo em sol menor
- Op. 14 – Trio para dois violinos & contínuo em lá maior
- Op. 15 – Sonata para violino em fá maior